# サム・シュワルツ

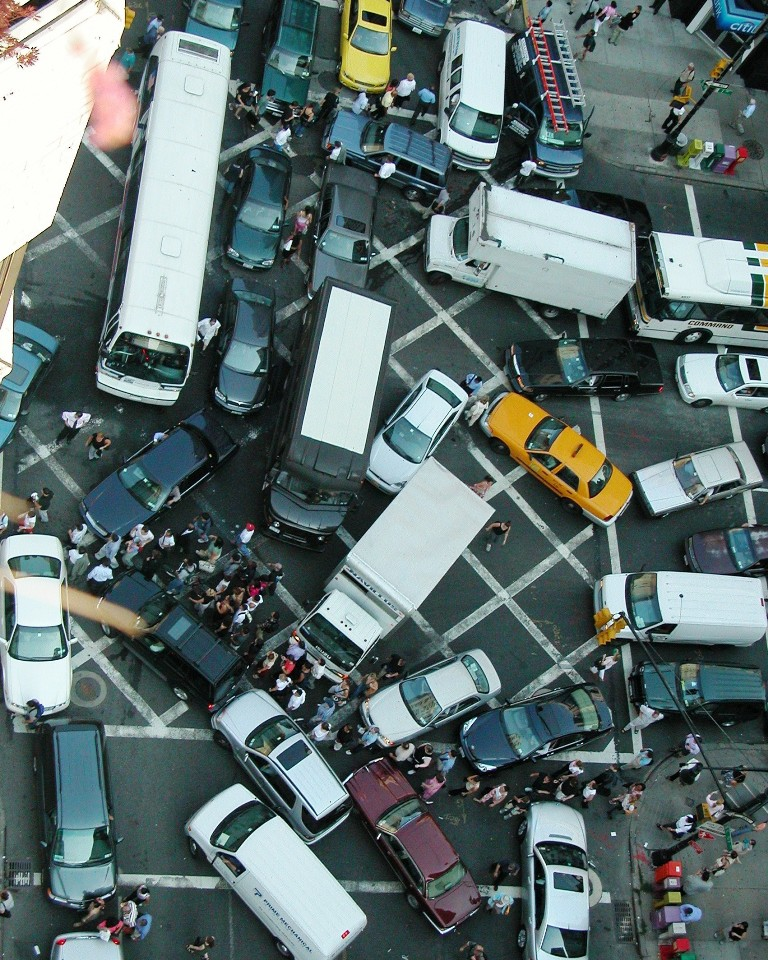
マンハッタン・グリッドロックの俯瞰写真

サミュエル・シュワルツ（Samuel I. Schwartz）通称グリッドロック・サム（Gridlock Sam）はアメリカ合衆国の交通工学者で、ニューヨーク市交通局理事である。グリッドロックという言葉を定着させたことで知られる。 

## 経歴
ニューヨーク市立大学ブルックリン校で学士 (物理学)、ペンシルベニア大学で修士(土木工学)を取得後、1971年にニューヨーク市に就職するまでタクシー運転手をしていた。ニューヨーク市交通局理事を1982年から1986年まで務め、交通局が運輸局に分かれると第二のポストである副理事と技師長を1986年から1990年まで務めた。市の交通局では、自転車レーンや公共広場の導入を試みたが、それらはジョン・リンゼイ市長(当時)によって拒否された。彼は1980年ニューヨーク市交通ストライキの中でグリッドロック予防策（Grid-Lock Prevention Program）という交通計画を立てたことから、グリッドロック・サムというあだ名がついている。
シュワルツの監督のもと、コンジェスチョン・プライシングが世界で初めて導入された。1911年からニューヨーク市内の橋は無料で通行できたが、1973年に有料化に向け動き出した。この取り組みは1974年にエイブラハム・ビームが市長に就任してからも続き、料金所の建設も行われたが、この提案は1977年に否決された。 ニューヨーク市におけるコンジェスチョン・プライシングも参照されたい。
1996年に退職してからは農作業にいそしんでいる。ニューヨーク市のデイリーニューズやマンハッタンズ・ダウンタウンエクスプレス、クイーンズ・クロニクル、イディッシュ・ニュースリポートなどに「グリッドロック・サミュエル」としてコラムを寄稿している。また公共放送サービスやエンジニアリングニュース - レコードにも出演している。